# Manuel José Arce
Manuel José Arce (San Salvador, 1785 – 1847) è stato un generale salvadoregno.
Nel 1821 guidò le terre guatemalteche dell'impero spagnolo alla rivoluzione e, successivamente, combatté le truppe di Guatemala e Nicaragua che si erano alleate col Messico a capo delle truppe salvadoregne.
Divenuto presidente delle Province Unite dell'America Centrale (1825) si autoesiliò (1829) e tentò invano di organizzare una rivoluzione.